# Czesław Lewkowicz
Czesław Lewkowicz (ur. 14 lipca 1897 w majątku Iwanowo, woj. wileńskie, zm. między 13 a 14 kwietnia 1940 w Katyniu) – kapitan artylerii Wojska Polskiego, ofiara zbrodni katyńskiej.

## Życiorys
Syn Józefa i Natalii z Rutkiewiczów. Ukończył Michajłowską Szkołę Artylerii w Piotrogrodzie. Po zakończeniu I wojny światowej wstąpił do Wojska Polskiego. Uczestniczył w wojnie polsko-bolszewickiej.
Po zakończeniu działań wojennych pozostał w wojsku. Z dniem 1 kwietnia 1920 roku został zatwierdzony w stopniu porucznika artylerii „z grupy Korpusów Wschodnich i armii rosyjskiej” ze starszeństwem z dniem 1 czerwca 1919. W 1924 służył w stopniu porucznika w 3 dywizjonie artylerii konnej. Z dniem 1 stycznia 1927 został awansowany do stopnia kapitana z 16 lokatą w swoim starszeństwie. W 1927 służył w Dowództwie Obszaru Warownego „Wilno”. W tym samym roku wpłacił 10 zł jako składkę na zakup łodzi podwodnej im. Józefa Piłsudskiego. W 1928 został przeniesiony do 3 pułku artylerii ciężkiej. W 1932 służył w 3 dywizjonie artylerii pieszej (od 1 czerwca 1933 – 33 dywizjonie artylerii lekkiej). W marcu 1934 został zwolniony z zajmowanego stanowiska, pozostawiony bez przynależności służbowej i oddany do dyspozycji dowódcy Okręgu Korpusu Nr III. Z dniem 30 czerwca tego roku został przeniesiony w stan spoczynku. Po zakończeniu służby wojskowej został członkiem Związku Rezerwistów w Wilnie.
Podczas kampanii wrześniowej 1939, po agresji ZSRR na Polskę, w nieznanych okolicznościach został wzięty do niewoli przez Sowietów. Według stanu na grudzień 1939 był jeńcem obozu w Kozielsku. Między 11 a 12 kwietnia 1940 przekazany do dyspozycji naczelnika Zarządu NKWD Obwodu Smoleńskiego – lista wywózkowa 025/1 poz. 20 nr akt 669 z 9 kwietnia 1940. Został zamordowany między 13 a 14 kwietnia 1940 w lesie katyńskim przez funkcjonariuszy Obwodowego Zarządu NKWD w Smoleńsku oraz pracowników NKWD przybyłych z Moskwy na mocy decyzji Biura Politycznego KC WKP(b) z 5 marca 1940. Ofiary tej zbrodni grzebano w bezimiennych mogiłach zbiorowych, gdzie od 28 lipca 2000 mieści się oficjalnie Polski Cmentarz Wojenny w Katyniu. W miejscu tym prowadzone były ekshumacje i prace archeologiczne. Zidentyfikowany w mundurze podczas ekshumacji nadzorowanych przez Niemców w 1943 pod numerem 761 (raport dzienny z 30 kwietnia 1943), gdzie uwzględniono część znalezionych przy nim przedmiotów, a także numerem 1759 – dosł. opisany jako Lewkowicz Czeslaw (raport dzienny z 12 maja 1943). Przy jego szczątkach znaleziono m.in.: książeczkę oficerską, odznaczenia, zaświadczenie o inwalidztwie spowodowanym w służbie, fotografię, kartę szczepień nr 1708, różne listy – na jednym z nich nadawca: Janina Dembińska z Gostynia, ul. św. Ducha 36, różaniec, złoty krzyżyk z łańcuszkiem oraz złoty napis: „Królusiowi – Nulka". Figuruje na liście Komisji Technicznej PCK pod numerami: 0761 oraz 01759. Nazwisko Lewkowicza znajduje się na liście ofiar opublikowanej w Gońcu Krakowskim nr 107 oraz w Nowym Kurierze Warszawskim nr 112 z 1943.

### Życie prywatne
Był żonaty z Marią z Ochotnickich, miał syna.

## Ordery i odznaczenia
- Krzyż Walecznych[25] – dwukrotnie[26][27]
- Srebrny Krzyż Zasługi – 1938 „za zasługi w służbie państwowej”[28][29]
- Medal Pamiątkowy za Wojnę 1918–1921[3]
- Krzyż Kampanii Wrześniowej – pośmiertnie 1 stycznia 1986[30]
- Medal Zwycięstwa

7 października 1935 Komitet Krzyża i Medalu Niepodległości odrzucił wniosek o nadanie mu tego odznaczenia „z powodu braku pracy niepodległościowej”.

## Upamiętnienie
5 października 2007 minister obrony narodowej Aleksander Szczygło mianował go pośmiertnie na stopień majora. Awans został ogłoszony 9 listopada 2007 w Warszawie, w trakcie uroczystości „Katyń Pamiętamy – Uczcijmy Pamięć Bohaterów”.
Tablica memoratywna na ścianie kaplicy cmentarnej na cmentarzu parafialnym w Mroczy.
13 kwietnia 2016, w ramach akcji „Katyń... pamiętamy” / „Katyń... Ocalić od zapomnienia”, w ogrodzie Pałacu Prezydenckiego został zasadzony Dąb Pamięci poświęcony wszystkim Ofiarom Zbrodni Katyńskiej, certyfikat z numerem 1.